# جورج أغسطس بوردمان
جورج أغسطس بوردمان (بالإنجليزية: George Augustus Boardman)‏ هو عالم طيور أمريكي، ولد في 5 فبراير 1818، وتوفي في 11 يناير 1901.